# Robot Battle
Robot Battle — гра для програмістів, що дозволяє розробляти і програмувати бойових роботів. Ваша мета — створити робота (або команду) для перемоги в дружніх турнірах або у змаганнях з гравцями по всьому світу. Дана гра створена для платформи Microsoft Windows

## Опис гри
У Robot Battle для перемоги потрібно використовувати стратегію, а не рефлекси. Всі роботи мають однакові характеристики і відрізняються лише своїм програмним розумом, який створює користувач.
Роботи воюють на прямокутній арені, намагаючись знищити противників за допомогою ракет і радіолокації, уникаючи мін та збираючи бонуси. Останній робот котрий залишився, стає переможцем. Як тільки боротьба починається, роботи залишаються «самі по собі» і користувач не можете впливати на хід бою. Саме тому потрібно запрограмувати робота краще, ніж конкуренти.
Роботи мають форму танка. Тому опис компонентів спільний для всіх роботів. Хоча користувач і можете змінювати зовнішній вигляд робота (використовуючи скіни), але він не можете змінити технічні характеристики.

## Елементи гри
На арені може перебувати обмежена кількість об'єктів(роботів і бонусів). Куки(печиво) і міни розподіляються по арені випадковим чином, ускладнюючи рух роботів. Випущені ракети ушкоджують, як самих роботів, так і куки з мінами.

### Бойовий робот
Тіло

Тіло робота містить колеса для переміщення вперед — назад, вправо — вліво і розвороту.

Гармата

Гармата вбудована в башту робота і є основним його знаряддям. Гармата може обертатися незалежно від тіла робота. Ракети вистрілюють у напрямку, в якому дивиться гармата в даний момент.

Радар

Радар розміщений спереду від гармати для сканування об'єктів. Радар може обертатися незалежний від гармати і тіла робота.

### Додаткові елементи
Печиво

Печиво дає бонус в 20 одиниць здоров'я тому хто його підбере.

Міни

Міни заподіюють 20 одиниць ушкоджень роботу котрий наїде на них.

Енергетичні ракети 

Ракети вистрілюється роботами і ушкоджують будь-який зустрічний об'єкт. Збиток залежить від типу об'єкта і від енергії ракети, енергія ракети задається за допомогою програмного коду.

## Мова програмування
Мова програмування котра використовується при створенні роботів досить проста. Для створення робота потрібен лише текстовий редактор і уява. Мова програмування Robot Battle's називається RSL (Robotbattle Scripting Language). RSL був спеціально розроблений для гри Robot Battle, але має багато спільного з безліччю інших мов. Зокрема, RSL схожий на JavaScript.

Код робота складається з груп, які називаються секціями. Це списки інструкцій, призначених для виконання. Секції в RSL схожі на «функції» і «методи» в інших мовах програмування. основна відмінність — в RSL секції не підтримують параметри і не повертає значення.
Секції починаються і закінчуються фігурною дужкою.
Є три способи для запуска секцій на виконання. Кожен з них використовується для різних цілей.
- Спеціальні секції — існує дві спеціальні секції. Robot Battle знаходить і запускає їх автоматично, визначаючи їх по імені.
  - Init — запускається при початку кожної гри і має бути присутня у кожному роботі.
  - Dead — секція автоматично запускається при завершенні кожної гри.
- Виклик підсекцій — можуть запускати інші секції за допомогою команди gosub. Команда gosub схожа на функцію інших мов програмування, але вона не повертає ніяких значень.
- Події — реакція на взаємодію робота з якимось елементом(наприклад, попадання ракети). Роботи здатні визначати, яку секцію завантажувати під час події. Секції, призначені для виконання під час різних подій, визначаються «заголовками подій». Ними визначається майже вся поведінка робота.